# Den Helder (stacja kolejowa)
Den Helder – stacja kolejowa w Den Helder, w prowincji Holandia Północna, w Holandii. Stacja została otwarta w 20 grudnia 1865.
| Den Helder |  |                                 |
| Linia      |  |                                 |
|            |  | Den Helder Zuid odległość: 3 km |